# Crețeni
Crețeni es una comuna ubicada en el distrito Vâlcea, Rumania.

## Superficie
Posee una superficie de 26,80 kilómetros cuadrados.

## Demografía
Hasta 2021 la población era de 1934 habitantes, con una densidad de población de 72,16 habitantes por kilómetro cuadrado.